# 燒肉粽 (電影)
《燒肉粽》（英語：The Rice Dumpling Vendor）是一部1969年的黑白台語電影，由台灣導演辛奇所執導，陽明、金玫、金塗、戴佩珊、張武仁、素珠主演。本片原名《脫褲風波》，發想自台灣社會新聞。公視於2020年推出新創電影《4X相識》系列短片，其中一部《燒肉粽2019》即是延續原作的續集。

## 演員
- 陽明 飾演 志明
- 金玫 飾演 碧雲
- 戴佩珊 飾演 秀娟
- 張武仁 飾演 鴻文
- 素珠 飾演 鄰居阿春
- 金塗 飾演 鄰居福來

## 電影歌曲
本片同名主題曲《燒肉粽》由劉福助和當時只有11歲的陳淑樺演唱。

## 外部連結
- 互联网电影数据库（IMDb）上《燒肉粽》的资料（英文）
- 開眼電影網上《燒肉粽》的資料（繁體中文）
- 豆瓣电影上《燒肉粽》的資料 （简体中文）